# Oligia rufo-suffumata
Oligia rufo-suffumata là một loài bướm đêm trong họ Noctuidae.